# Born This Way (singel)
Born This Way – pierwszy singiel amerykańskiej piosenkarki Lady Gagi promujący trzeci album artystki o tym samym tytule. Premiera odbyła się 11 lutego 2011 roku.
„Born This Way” pobił rekord w internetowym sklepie iTunes – zaledwie 5 godzin od premiery piosenka stała się najszybciej ściąganym singlem w historii sklepu, znajdując się w telefonach ponad miliona nabywców. W 22 krajach znalazła się na pierwszym miejscu najpopularniejszych singli, m.in. w Austrii, Australii, Kanadzie, Niemczech, Irlandii, Nowej Zelandii, Szwajcarii i Szwecji. Piosenka w Stanach Zjednoczonych stała się trzecim utworem Gagi znajdującym się na szczycie w Billboard Hot 100. Pierwszy raz singiel na żywo zaprezentowano podczas 53. ceremonii rozdania nagród Grammy w 2011. Od 19 lutego 2011 utwór jest dodany do tracklisty The Monster Ball Tour.

## Teledysk
Ponad 7-minutowy klip do utworu został wyreżyserowany przez Nicka Knighta i Lady Gagę oraz zmontowany przez Dustina Robertsona, montażystę teledysku do singlowego utworu „Alejandro”. W prologu zostaje przedstawiona mowa zatytułowana Manifesto of Mother Monster, w której Gaga opowiada o nowej rasie ludzi urodzonych bez uprzedzeń, oraz o mieście zamieszkałym przez tę rasę. W teledysku gościnnie występuje model Rick Genest (jako „Zombie Boy”) oraz pojawiają się odniesienia do ikon popkultury: Madonny i Michaela Jacksona. Epilog klipu przedstawia Lady Gagę na koniu w tle miasta nocą. Zarówno w prologu, jak i w epilogu pojawia się różowy trójkąt – jeden z symboli osób homoseksualnych.

Lady Gaga po raz pierwszy wykonując singiel Born This Way w ramach trasy koncertowej Monster Ball Tour 19 lutego 2011 roku w New Jersey

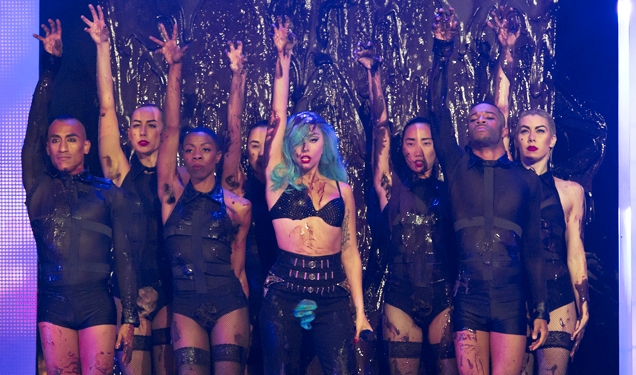
Lady Gaga wykonująca utwór „Born This Way” podczas rozdania nagród MuchMusic Video Awards w 2011 roku

## Muzycy
- Lady GaGa – autorka tekstu, producentka,
- Jeppe Laursen – producent
- Fernando Garibay – producent, programowanie, instrumentacja, aranżacja
- DJ White Shadow – producent, programowanie
- David Russell – nagrywania, miksowania na Germano Studios, New York
- Gene Grimaldi – mastering w Mastering Oasis, Burbank, w Kalifornii
- Pete Hutchings – asystent
- Kenta Yonesaka – asystent
- Kevin Porter – asystent
- Al Carlson – asystent

## Lista utworów
Digital download
1. „Born This Way” – 4:20

Born This Way – The Remixes Part 1
1. „Born This Way” (LA Riots Remix) – 6:32
2. „Born This Way” (Chew Fu Born To Fix Remix) – 5:52
3. „Born This Way” (DJ White Shadow Remix) – 4:42

Born This Way – The Remixes Part 2
1. „Born This Way” (Michael Woods Remix) – 6:24
2. „Born This Way” (Dada Life Remix) – 5:16
3. „Born This Way” (Zedd Remix) – 6:30
4. „Born This Way” (Grum Remix) – 5:48
5. „Born This Way” (Bimbo Jones Club Mix) – 6:46
6. „Born This Way” (Twin Shadow Remix) – 4:06

Born This Way – CD Single
1. „Born This Way” – 4:20
2. „Born This Way” (LA Riots Remix) – 6:32
3. „Born This Way” (Chew Fu Born To Fix Remix) – 5:52
4. „Born This Way” (DJ White Shadow Remix) – 4:42

## Pozycje na listach
| Lista przebojów (2011)                        | Najwyższa pozycja |
| --------------------------------------------- | ----------------- |
| Argentyna (Argentine Top 20)                  | 8                 |
| Australia (ARIA)                              | 1                 |
| Austria (Ö3 Austria Top 75)                   | 1                 |
| Belgia (Ultratop Top 50 Florandia)            | 1                 |
| Belgia (Ultratop Top 50 Wallonia)             | 1                 |
| Brazylia (Brasilia Top 20)                    | 1                 |
| Bułgaria (Bulgaria Top 20)                    | 1                 |
| Chile (Chile Top 20)                          | 1                 |
| Chorwacja (HR Top 20)                         | 2                 |
| Cypr (Mix FM Cyprus)                          | 1                 |
| Czechy (Radio TOP 100 Oficiální)              | 13                |
| Dania (Tracklisten)                           | 2                 |
| Ekwador (Los 40 Principales)                  | 38                |
| Europa (Official Top 100)                     | 1                 |
| Finlandia (Suomen virallinen lista)           | 1                 |
| Francja (SNEP)                                | 1                 |
| Grecja (Top 20)                               | 10                |
| Gruzja (Georgia Top 20)                       | 1                 |
| Hiszpania (Spanish Top 20)                    | 1                 |
| Holandia (Single Top 100)                     | 1                 |
| Irlandia (IRMA)                               | 1                 |
| Islandia (FM 95,7)                            | 9                 |
| Japonia (Japan Hot 100)                       | 1                 |
| Kanada (Canada Hot 100)                       | 1                 |
| Kolumbia (Los 40 Principales)                 | 25                |
| Kostaryka (Top 30)                            | 26                |
| Korea Południowa (GAON)                       | 1                 |
| Litwa (Latvian Airplay Top 50)                | 1                 |
| Niemcy (Media Control AG)                     | 1                 |
| Niue (Labyrint Topp 20)                       | 2                 |
| Norwegia (VG-lista)                           | 1                 |
| Nowa Zelandia (RIANZ)                         | 1                 |
| Polska (Airplay Top 100)                      | 1                 |
| Portugalia (Portugal Top 20)                  | 12                |
| Słowacja (IFPI)                               | 3                 |
| Stany Zjednoczone (Billboard Top 100)         | 1                 |
| Stany Zjednoczone (Adult Contemporary)        | 27                |
| Stany Zjednoczone (Hot Dance Club Songs)      | 1                 |
| Stany Zjednoczone (Latin Pop Songs)           | 36                |
| Stany Zjednoczone (Pop Songs)                 | 1                 |
| Szkocja (The Official Charts Company)         | 1                 |
| Szwecja (Sverigetopplistan)                   | 1                 |
| Szwajcaria (Media Control AG)                 | 1                 |
| Ukraina (Ukraina Top 20)                      | 9                 |
| Węgry (Rádiós Top 40)                         | 1                 |
| Wielka Brytania (The Official Charts Company) | 3                 |
| Włochy (FIMI)                                 | 2                 |
| Airplay World Official Top 100                | 1                 |
| Muchmusic Top 30                              | 1                 |
| World Singles Official Top 100                | 1                 |